# Бісквіт

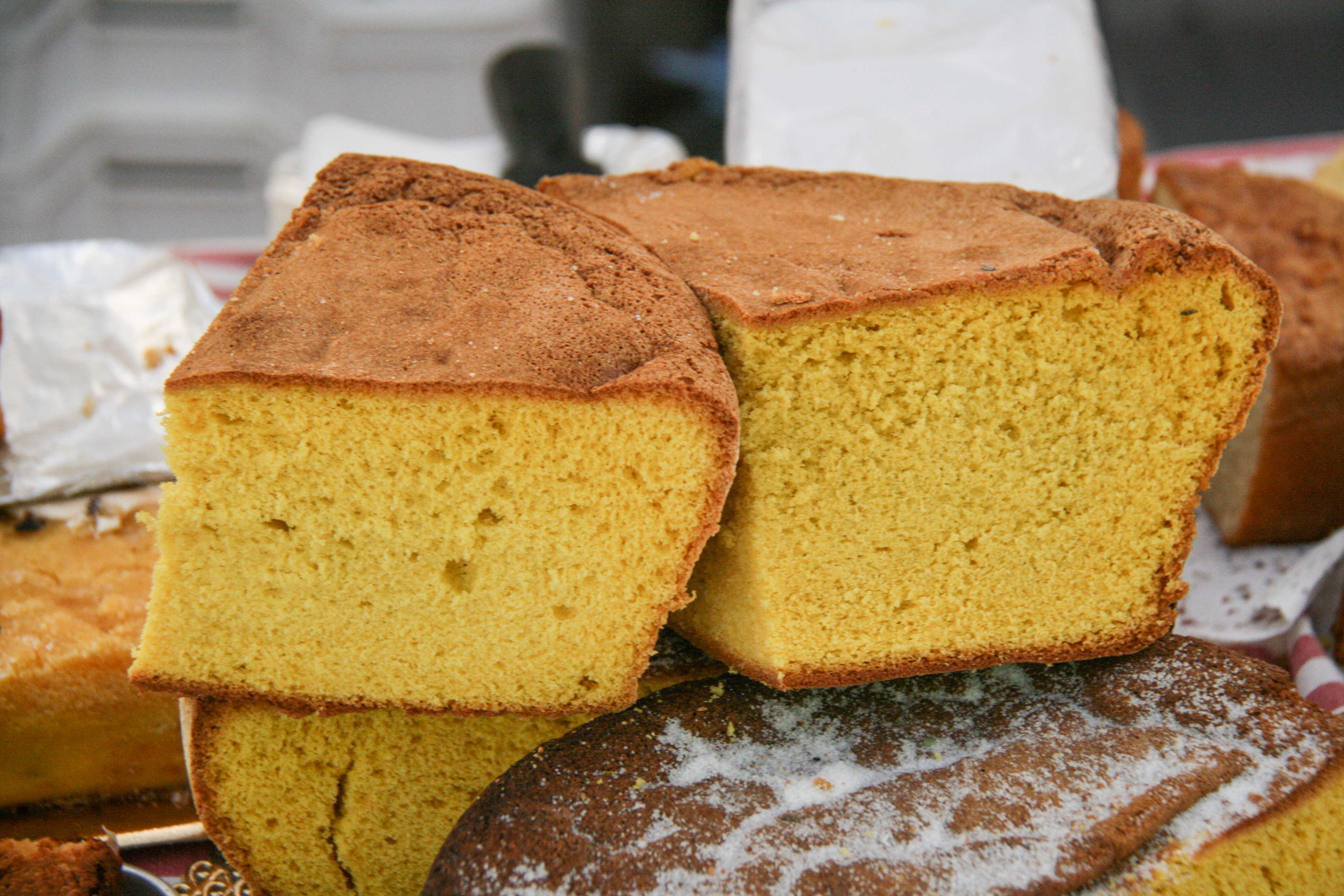
Класичний бісквіт у розрізі

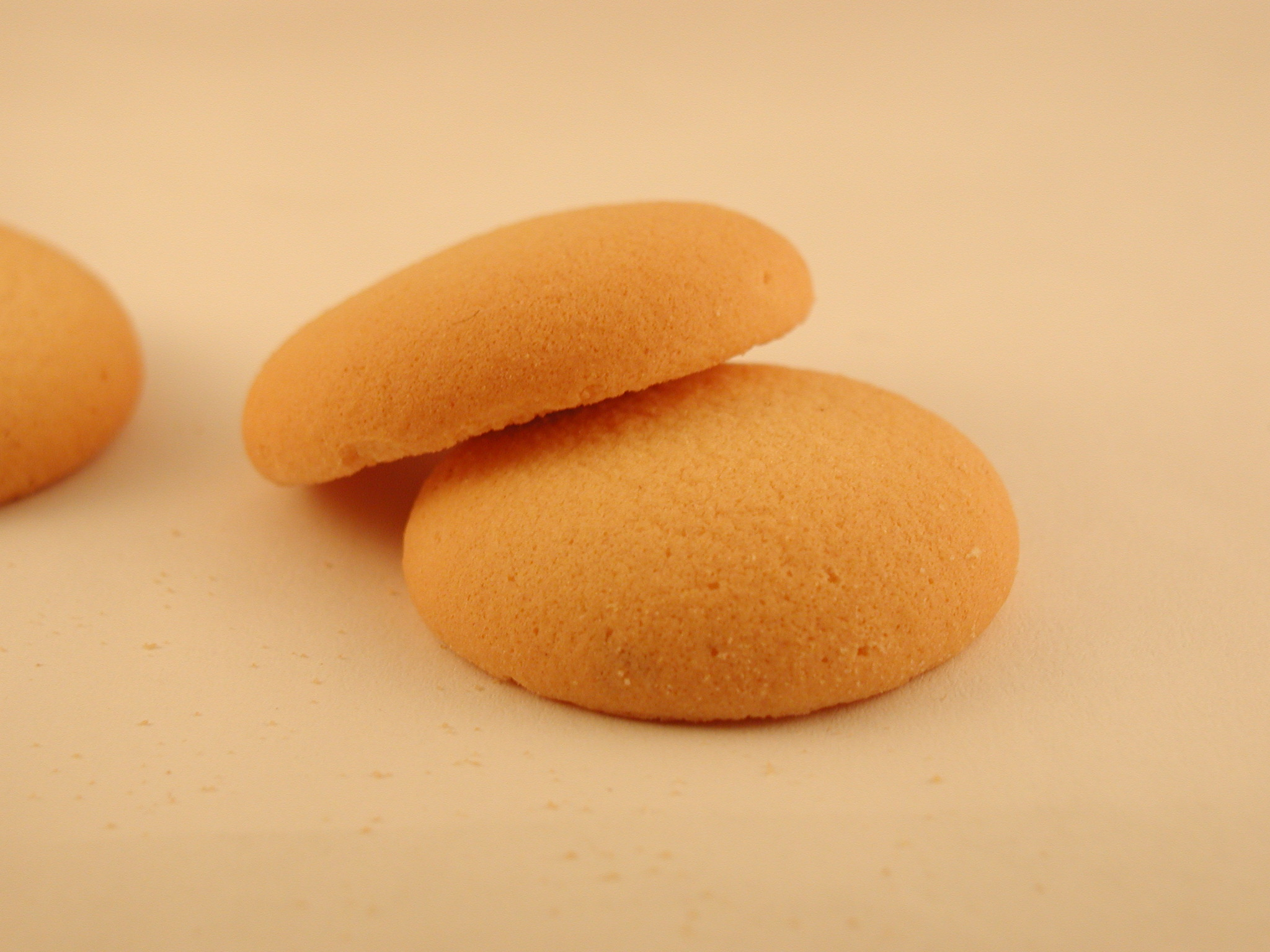
Бісквітне печиво

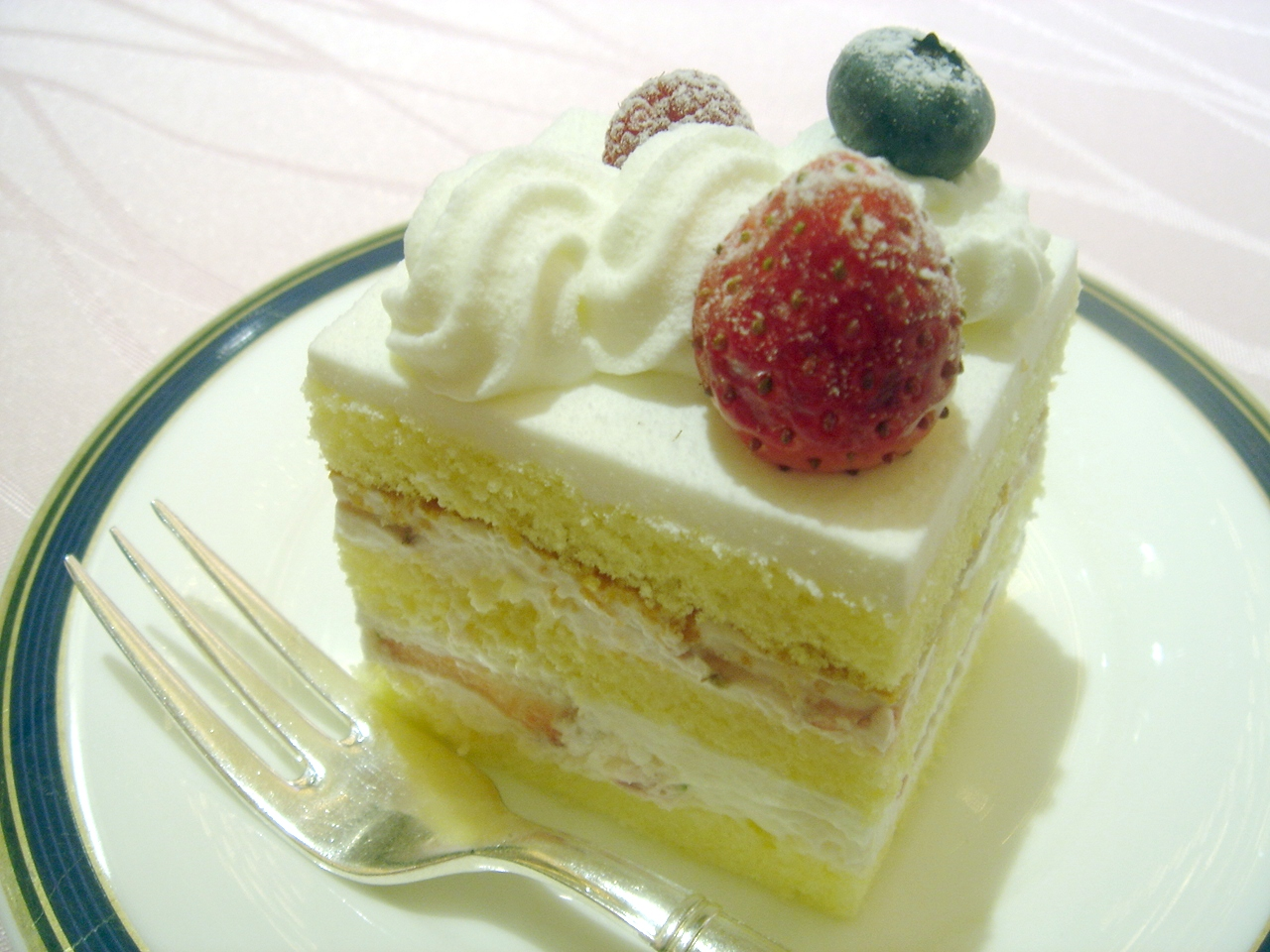
Бісквітне тістечко з кремом та ягодами

Біскві́т (фр. biscuit від італ. biscotto — «печений двічі») — солодка випічка з пухкою дрібнопористою структурою.
В українській кулінарії на позначення бісквіта, в сенсі двічі випеченого виробу, вживається термін цві́бак (від нім. Zwieback — «двічі випечений»).
В англомовних країнах термін бісквіт (англ. biscuit) використовується для позначення бісквітного печива, а виріб, що в українські кулінарії називають бісквітне тісто, в англійській кулінарній термінології це sponge cake.

## Складники
До складу бісквітного тіста входять борошно, цукор та яйця. Для масляного бісквіта додають вершкове масло. Як добавки кладуть різноманітні прянощі, фрукти, горіхи, мигдаль, цедру цитрусових, каву, какао. Борошно використовують пшеничне, а для отримання сухішого, розсипчастого виробу його змішують з такою ж кількістю картопляного крохмалю. Класичні пропорції яєць, цукру та борошна такі: на 1 яйце — 30 г цукру, 25 г борошна.

## Приготування
Для приготування бісквітного тіста використовують два способи: холодний і гарячий.

### Холодний спосіб
Для приготування тіста холодним способом дуже важливо ретельно відділити білок від жовтка. Жовтки розтирають з цукром до збільшення їхнього об'єму втричі. Якщо занадто довго розтирати жовтки, то з них випаровується багато води і виріб виходить твердим.
Білки (незбиті) потрібно тримати в холодному місці. Збивають їх віничком для збивання або міксером. Білки спочатку збивають повільно, а потім прискорюють темп. Добре збиті білки стають білого кольору, блискучими, пружними, їхній об'єм збільшується в 4–5 разів, а піна пристає до віничка. Добре збиті білки не випадають з перекинутого посуду. В недостатньо збитих білках утворюються повітряні бульбашки, які тріскають при розмішуванні тіста, внаслідок чого випечений виріб осідає та виходить твердим. В занадто збитих білках стінки повітряних бульбашок затонкі й тріскають при випіканні, тому і в цьому випадку виріб опадає.
Білки вводять у розтерті жовтки разом з борошном або іншими добавками. Ще краще додавати білки поступово, водночас обережно перемішуючи масу.
Тісто виливають до форми, попередньо вистеленої пергаментним папером, змащеної жиром і посипаної борошном або білими сухарями. Випікати потрібно за помірної температури.

### Гарячий спосіб
Гарячим способом найчастіше готують масляні бісквіти, а також тісто у разі використання меланжу замість яєць. Яйця (або меланж) з цукром збивають, поставивши посуд на водяну баню. Коли маса зігріється приблизно до 50 градусів, посуд виймають з гарячої води й збивають масу доти, доки вона не охолоне приблизно до 20 градусів. Після цього посуд знову ставлять до миски з гарячою водою й продовжують збивати. Це повторюють декілька разів. Для збивання білків і розтирання жовтків не можна користуватися алюмінієвим посудом, тому що яєчна маса набуває сірого забарвлення. Коли маса збільшиться в об'ємі в 2–3 рази та стане пухкою, додають решту інгредієнтів, вимішують і випікають.
У перші 10–15 хвилин випікання виріб не можна рухати, відкривати духовку, тому що від найменшого струсу повітряні бульбашки тріскають і виріб стає твердим.
Готовність виробу визначають встромлянням у нього тонкої дерев'яної палички: якщо витягнута паличка залишилася сухою, то виріб можна вважати спеченим. Після натискання пальцем добре випечений виріб одразу набуває попереднього вигляду.
Спеченому виробу слід дати охолонути у формі.

## Вироби з бісквітного тіста
Бісквітне тісто використовують для приготування тістечок, печива, тортів та рулетів.

## Див.також
- Біскотті
- Цвібак
- Сухарі